# Wellfleet
Wellfleet é uma vila localizada no estado americano de Nebraska, no Condado de Lincoln.

## Demografia
Segundo o censo americano de 2000, a sua população era de 76 habitantes.
Em 2006, foi estimada uma população de 78, um aumento de 2 (2.6%).

## Geografia
De acordo com o United States Census Bureau, a localidade tem uma área de 0,7 km², sem área coberta por água. Wellfleet localiza-se a aproximadamente 859 m acima do nível do mar.

## Localidades na vizinhança
O diagrama seguinte representa as localidades num raio de 36 km ao redor de Wellfleet.